# Hutovska kapetanija
Hutovska kapetanija (1802. – 1832.) područje je Hutova i okolice. 
Kad se Hadži-beg Rizvanbegović vratio, njegov se otac Zulfikar-beg povukao pred divljim sinom, podijelio stolačku (vidošku) kapetaniju te mu od nje dodijelio hutovsku kapetaniju. 
Između 1796. i 1806. izgrađeni su bedemi oko kule i tako ona postaje tvrđava. Zanimljivo je kako je kapetanija postojala samo do smrti kapetana Hadži Mehmed-bega Rizvanbegovića, njezinog prvog i jedinog vladara. Poslije kapetanija pripada Hercegovačkom pašaluku čiji je paša bio upravo polubrat Hadži Mehmed-bega Rizvanbegovića Ali-beg, u ratu s kojim je poginuo Hadžibeg Rizvanbegović. Poslije njegove smrti u međusobnom sukobu vojske dvojice braće ugasila se Hutovska kapetanija. U sjedištu kapetanije, hutovskoj vrđavi, Osmanlije su i dalje držale vojne posade manje brojnosti.
Hutovska kapetanija bila je posljednja osnovana kapetanija u Bosni i Hercegovini. Obuhvaćala je mjesto Hutovo i okolna sela. Nastanak kapetanije u svezi je borenja oko vidoške (stolačke) kapetanije u obitelji Rizvanbegovića, u kapetanije u kojoj je Hutovo postojalo kao agaluk.